# West Ham United Football Club 2006-2007
Questa voce raccoglie le informazioni riguardanti il West Ham United Football Club nelle competizioni ufficiali della stagione 2006-2007.

## Rosa
| N. |                             | Ruolo | Calciatore          |
| -- | --------------------------- | ----- | ------------------- |
| 1  | Inghilterra (bandiera)      | P     | Roy Carroll         |
| 2  | Australia (bandiera)        | D     | Lucas Neill         |
| 3  | Inghilterra (bandiera)      | D     | Paul Konchesky      |
| 4  | Galles (bandiera)           | C     | Danny Gabbidon      |
| 5  | Inghilterra (bandiera)      | D     | Anton Ferdinand     |
| 6  | Irlanda del Nord (bandiera) | A     | George McCartney    |
| 7  | Scozia (bandiera)           | A     | Christian Dailly    |
| 8  | Inghilterra (bandiera)      | A     | Teddy Sheringham    |
| 9  | Inghilterra (bandiera)      | A     | Dean Ashton         |
| 10 | Inghilterra (bandiera)      | C     | Marlon Harewood     |
| 11 | Inghilterra (bandiera)      | A     | Matthew Etherington |
| 12 | Inghilterra (bandiera)      | A     | Carlton Cole        |
| 13 | Portogallo (bandiera)       | A     | Luís Boa Morte      |
| 14 | Ghana (bandiera)            | D     | John Paintsil       |
| 15 | Israele (bandiera)          | C     | Yossi Benayoun      |
| 17 | Inghilterra (bandiera)      | C     | Hayden Mullins      |
| 18 | Stati Uniti (bandiera)      | D     | Jonathan Spector    |
| 19 | Galles (bandiera)           | C     | James Collins       |

| N. |                        | Ruolo | Calciatore      |
| -- | ---------------------- | ----- | --------------- |
| 20 | Inghilterra (bandiera) | D     | Nigel Reo-Coker |
| 21 | Inghilterra (bandiera) | C     | Robert Green    |
| 22 | Inghilterra (bandiera) | C     | Tony Stokes     |
| 23 | Inghilterra (bandiera) | D     | Jimmy Walker    |
| 24 | Inghilterra (bandiera) | A     | Frank Nouble    |
| 25 | Inghilterra (bandiera) | A     | Bobby Zamora    |
| 26 | Inghilterra (bandiera) | C     | Shaun Newton    |
| 27 | Inghilterra (bandiera) | A     | Calum Davenport |
| 28 | Inghilterra (bandiera) | P     | Kyel Reid       |
| 29 | Inghilterra (bandiera) | C     | Lee Bowyer      |
| 30 | Inghilterra (bandiera) | A     | James Tomkins   |
| 31 | Rep. Ceca (bandiera)   | P     | Marek Štěch     |
| 32 | Argentina (bandiera)   | A     | Carlos Tévez    |
| 35 | Inghilterra (bandiera) | D     | Matthew Upson   |
| 37 | Spagna (bandiera)      | A     | Kepa Blanco     |